# Butch Cassidy și Sundance Kid
Butch Cassidy și Sundance Kid (titlul original: în engleză Butch Cassidy and the Sundance Kid) este un film dramatic și western de acțiune din 1969. Este regizat de George Roy Hill după un scenariu de William Goldman. A fost lansat la 23 septembrie 1969 în Statele Unite.

## Distribuție
- Paul Newman – Butch Cassidy
- Robert Redford – Sundance Kid
- Katharine Ross – Etta Place
- Strother Martin – Percy Garris
- Henry Jones – vânzătorul de biciclete
- Jeff Corey – șeriful Bledsoe
- George Furth – Woodcock
- Cloris Leachman – Agnes
- Ted Cassidy – Harvey Logan
- Kenneth Mars – Marshal
- Donnelly Rhodes – Macon
- Timothy Scott – „News” Carver
- Charles Dierkop – Flat Nose Curry

## Melodii din film
- Cântecul Raindrops Keep Fallin’ on My Head, devenit șlagăr internațional.

## Premii și nominalizări
- Filmul a primit la decernarea premiilor Oscar din 1970 patru premii Oscar:
  - cel mai bun scenariu original pentru William Goldman
  - cea mai bună melodie originală (cântecul Raindrops Keep Fallin’ on My Head, interpretat de B. J. Thomas) pentru Burt Bacharach
  - cea mai bună coloană sonoră pentru Burt Bacharach
  - cea mai bună imagine pentru Conrad L. Hall

- Tot în 1970, filmul a mai fost nominalizat la trei categorii:
  - pentru cel mai bun film: John Foreman
  - pentru cel mai bun regizor: George Roy Hill
  - pentru cel mai bun mixaj sonor: David Dockendorf și William Edmondson

- 1970 Globul de Aur
  - pentru cea mai bună coloană sonoră
  - nominalizare pentru cel mai bun film dramatic
  - nominalizare pentru cel mai bun scenariu
  - nominalizare pentru cea mai bună melodie originală

Filmul a mai obținut Premiul Laurel Award ca cea mai bună dramă-acțiune în 1970 iar în 1971 nouă premii Premii BAFTA.